# Das kleine rote schülerbuch
das kleine rote schülerbuch ist ein im Jahre 1969 erschienenes Handbuch für Schüler, das von den Dänen Bo Dan Andersen, Søren Hansen und Jesper Jensen unter dem Originaltitel Den lille røde bog for skoleelever verfasst wurde. Das der 68er-Bewegung nahestehende Buch wurde in zahlreiche Sprachen übersetzt. Allerdings verboten  mehrere Staaten diese Lektüre oder erlaubten den Verkauf nur in gekürzter Form.

## Form und Inhalt

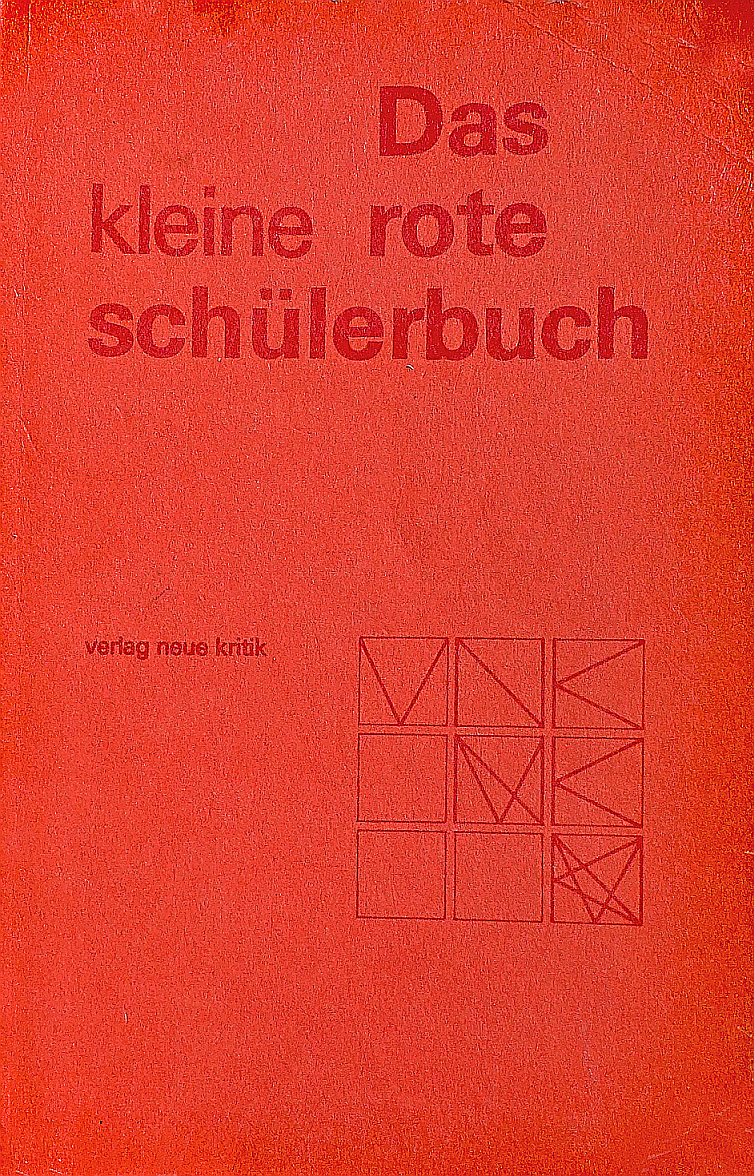
Titelblatt der deutschen Ausgabe von 1971

In äußerer Gestaltung und im Format orientierte sich das Buch an der Mao-Bibel. Inhaltlich ermutigte es die Leser, soziale Normen infrage zustellen und zu durchbrechen. Um dies zu erreichen, informierte es auch über Drogen und Sexualität, durch unter anderem Anleitungen zur Drogeneinnahme und zur Selbstbefriedigung. Die deutsche Ausgabe verzichtet durchgehend auf die Großschreibung; Beispiel:

„In diesem buch haben wir versucht, einige unnötige schwierigkeiten wegzulassen. Einige! Nicht alle! Sonst wäre es für euch nur schwer lesbar gewesen.
Wenn euer lehrer sagt, das buch sei falsch geschrieben, hat er recht. Denn er kennt nur die alte rechtschreibung. In seinem buch kann er gern alle fehler, die er findet, rot anstreichen. Er wird viele finden, pro zeile mindestens zwei! Und das buch wird dann erst richtig rot.“

## Entstehungsgeschichte und Wirkungen
Eine deutsche Übersetzung erschien 1970 im Verlag Neue Kritik. Sie stammte von Peter Jacobi und Lutz Maier und wurde an deutsche Verhältnisse angepasst. Der Titel erlebte im deutschsprachigen Raum innerhalb von drei Jahren acht Auflagen mit insgesamt 180.000 Exemplaren.
In der Schweiz führte eine vom Politiker Hans Martin Sutermeister gestartete Kampagne dazu, dass die Einfuhr des Buchs zeitweilig untersagt wurde. Als Sutermeister 1970 als Leiter der Schuldirektion der Stadt Bern vor dem „subversiven“ Büchlein warnte, verboten daraufhin einige Schulen die Fibel, Radio Bern setzte eine Sendung zu diesem Thema ab, und Berner Buchhandlungen stellten den Verkauf des Büchleins ein. Eine Prüfung der eidgenössischen Bundesanwaltschaft ergab jedoch, dass das Büchlein keinen staatsgefährdenden Inhalt habe; gestützt auf ein Gutachten der Berner Polizei veranlasste sie trotzdem eine vorläufige Beschlagnahmung wegen „Jugendgefährdung“.
Ebenfalls verboten wurde das Buch in Frankreich und in Italien, in Großbritannien durfte das little red schoolbook nur um die als obszön beurteilten Teile gekürzt erscheinen. Die Zensurmaßnahmen in Großbritannien wurden 1976 durch den Europäischen Gerichtshof für Menschenrechte in der Sache Handyside bestätigt, gleichzeitig wurde aber der Umfang der Meinungsfreiheit klarer als zuvor definiert.
In Österreich wird das Buch in überarbeiteter Form bis heute von der der SPÖ nahestehenden Aktion Kritischer Schülerinnen und Schüler vertrieben. Im Vorwort zur Ausgabe von 2003 heißt es:

„Über die schule gibt es jedoch 33 jahre nach dem erscheinen des kleinen roten schülerbuches kaum treffendere und gleichzeitig simpler formulierte bücher und broschüren. Vielleicht liegt das auch daran, dass sich in den wesentlichsten fragen kaum etwas am charakter der schule verändert hat.“

## Textausgaben
Deutsch
- Bo Dan Andersen, Søren Hansen, Jesper Jensen: Das kleine rote schülerbuch. (Übersetzung und deutsche Bearbeitung: Peter Jacobi und Lutz Maier). Originaltitel: Den lille røde bog for skoleelever. Verlag Neue Kritik, Frankfurt/M. 1970. ISBN 3-8015-0052-7.
  - 1971: 3. Auflage, 61. bis 80. Tausend
  - 1973: 8. Auflage, 171. bis 180. Tausend
- Aktion Kritischer Schülerinnen und Schüler (Hrsg.): Das kleine rote SchülerInnenbuch. 2003 (Digitalisat (Memento vom 1. Juli 2016 im Internet Archive) [PDF; 1,6 MB; abgerufen am 1. Juli 2016] Memento im Internet Archive, veränderte Neuauflage).

Andere Sprachen
- Australische/neuseeländische Ausgabe: The little red schoolbook. A. Taylor, Adelaide 1972
- Belgische Ausgabe: Le petit livre rouge des écoliers et lycéens. Centre National Belge d’Information des Jeunes, Brüssel 1971.
- Britische Ausgabe: The little red schoolbook. Stage 1, London 1971. ISBN 0-85035-009-3.
- Dänische Ausgabe: Den lille røde bog for skoleelever. Hans Reitzels Forlag, Kopenhagen 1969.
- Finnische Ausgabe: Koululaisen pieni punainen kirja. Tammi, Helsinki 1970.
- Französische Ausgabe: Le petit livre rouge des écoliers et lycéens. François Maspero, Paris 1971.
- Italienische Ausgabe: Il libretto rosso degli studenti. Guaraldi, Rimini 1972.
- Norwegische Ausgabe: Den lille røde bok for skoleelever. Pax, Oslo 1969.
- Schwedische Ausgabe: Elevens lilla röda. Prisma, Stockholm 1969.
- US-amerikanische Ausgabe: The little red schoolbook. Pocket Books, New York 1971, ISBN 0-671-78179-0.